# أجهزة القياس والتحكم واستخدامها

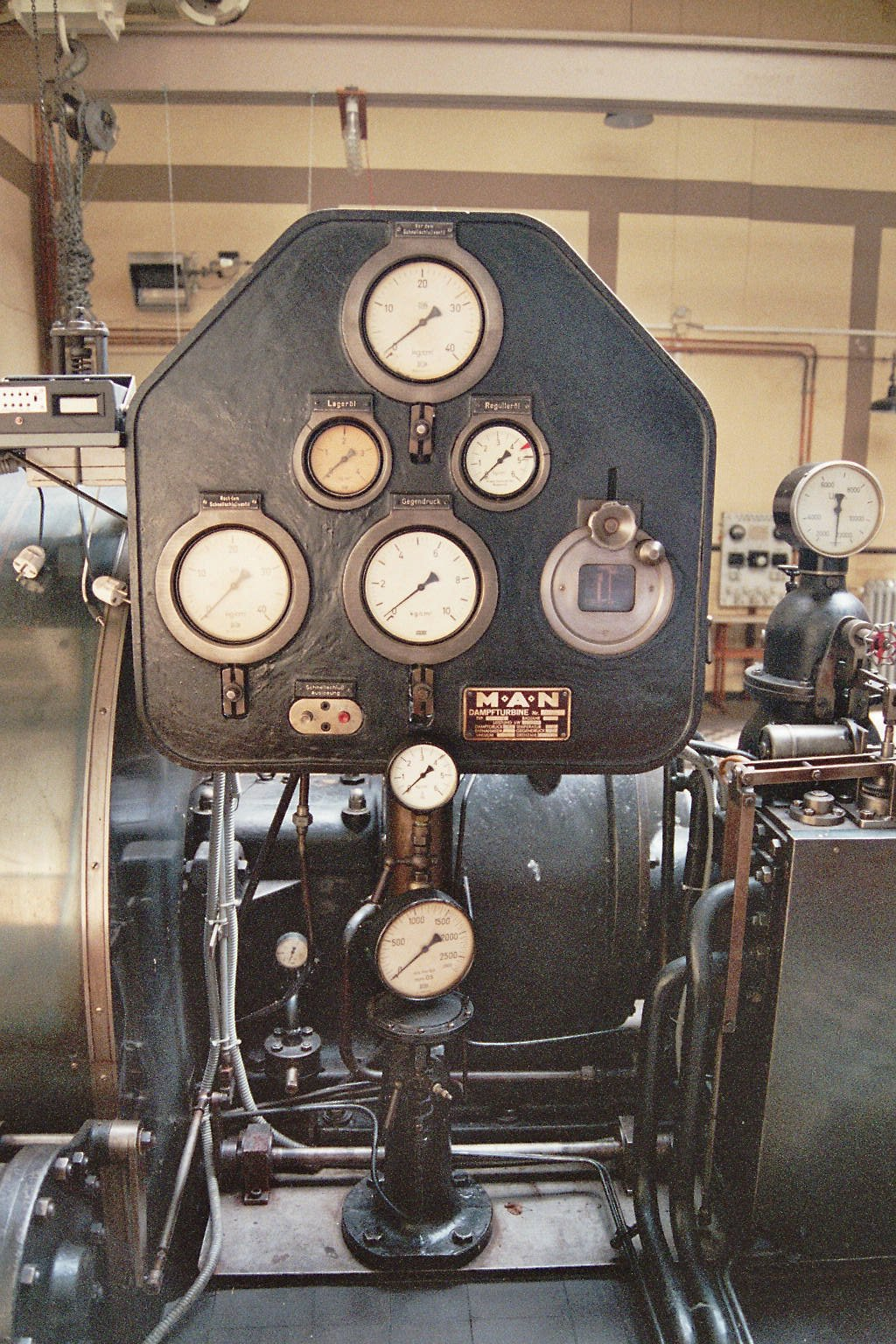
مجموعة التحكم في عنفة بخارية.

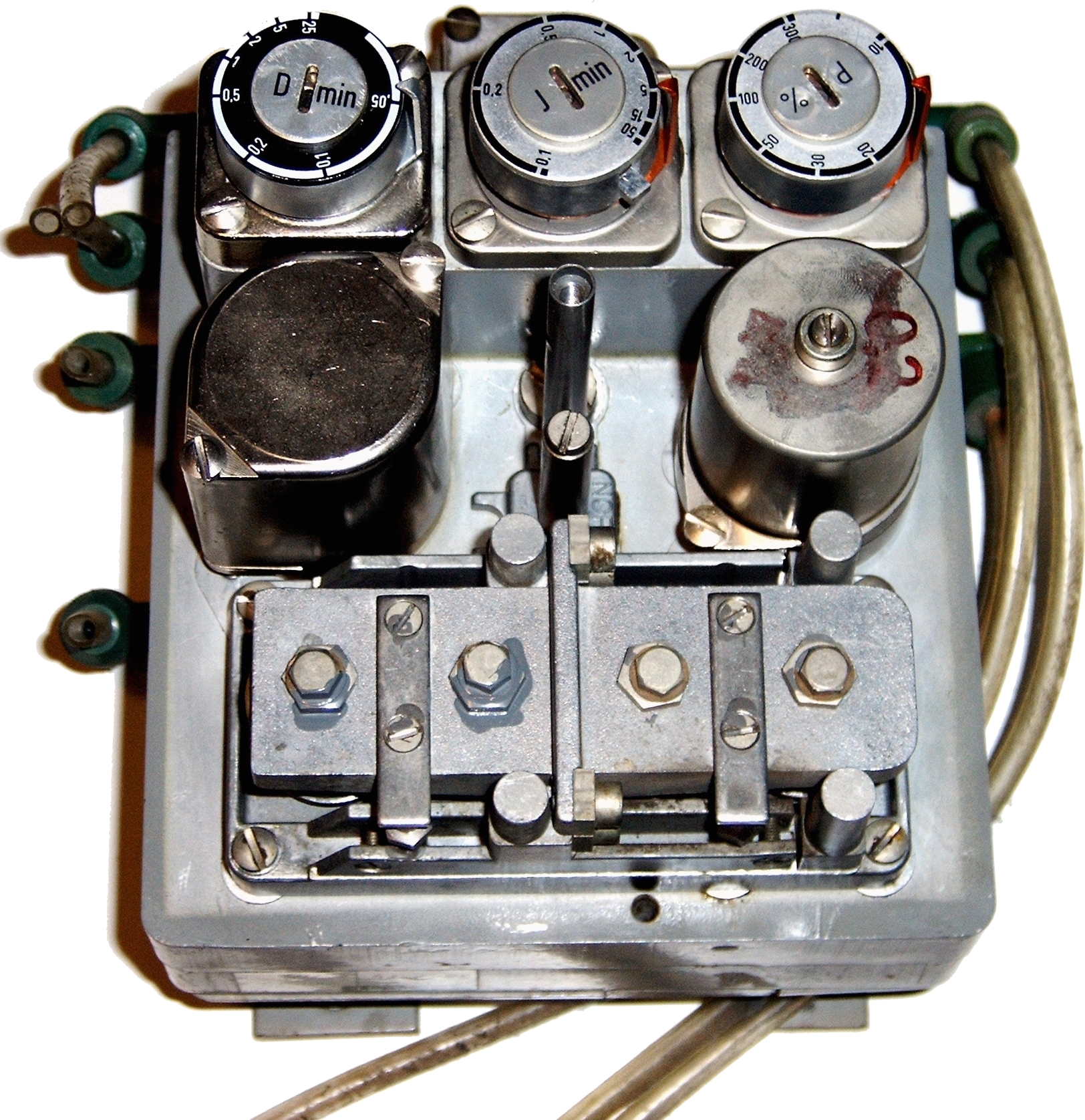
عنصر تحكم تناسبي تكاملي تفاضلي هوائي.

علم القياس بالآلات أو علم القياس بالآلات وتصميمها أو تجهيزات القياس أو تقنية الأجهزة أو علم التجهيزات هو فرعٌ من فروعِ الهندسة التي تختص بأجهزة القياس والتحكم بالآلات والمنشآت.
وبحسب الجمعية الدولية للأتمتة (International Society of Automation)، فإن التعريف الرسمي للأجهزة هو مجموعة الأدوات أو الأجهزة وتطبيقاتها التي تهدف إلى القياس والتحكم والمراقبة. المرجع: ISA std. S 51.1 (جمعية الأجهزة الأمريكية).
و المقصود بالجهاز هنا هو أداة لقياس أو معالجة المتغيرات مثل التدفق، أو درجة الحرارة، أو مستوى ارتفاع السوائل، أو الضغط. هذه الأدوات تأتي بأشكال ونماذج متنوعة. فقد تكون بسيطة مثل الصمامات وأجهزة الإرسال، أو معقدة مثل أدوات التحليل وتتضمن الأدوات غالبا أنظمة للتحكم في العمليات المختلفة. ويعد التحكم في العمليات واحداَ من الفروع الرئيسية للأجْهَزة كتطبيق.
وتشمل الأجهزة من أجل التحكم عدة أدوات مثل الملفات الكهربائية، والصمامات، والفواصم، والمرحّلات. هذه الأجهزة قادرة على تغيير معلمة الميدان، و
توفير قدرات التحكم عن بعد أو التحكم الآلي.
أجهزة الإرسال، هي وسائل تنتج إشارة تماثلية، تكون عادة إشارة تيار كهربائي بحدود 4-20 ميلي أمبير، مع أنه يوجد عدة خيارات أخرى مثل استخدام الجهد الكهربائي، أو التردد، أو الضغط إن كان ممكنا. ويمكن استخدام هذه الإشارة للتحكم في غيرها من الأدوات مباشرة، أو يمكن أن ترسلها إلى أنظمة جهاز تحكم منطقي قابل للبرمجة، أو DCS، أو سكادا، أو إلى أنماط أخرى من أدوات التحكم المتصلة بالحاسوب والتي يمكنها أن تفسرها إلى قيم مقروءة تستخدم في التحكم بأجهزة أو عمليات أخرى في النظام.
الأجهزة تلعب دورًا ملحوظا في جمع المعلومات من حقل المراقبة وفي تغيير معطيات الحقل، وبذلك فهي جزء مهم في حلقات التحكم.

## القياس
تستخدم الأجْهَزة لقياس معطيات حقل مراقبة معين، أي الكميات المادية، تشمل:
- الضغط. إما التفاضلي أو السكوني.
- التدفق
- درجة الحرارة
- المستوى، قياس المستوى (Level measurement)
- الكثافة
- اللزوجة
- الإشعاع
- التردد
- التيار الكهربائي
- الجهد الكهربائي
- الحث
- السعة الكهربية
- المقاومية
- الموصلية
- التركيب الكيميائي
- الخصائص الكيميائية
- مختلف الخصائص الفيزيائية

## التحكم

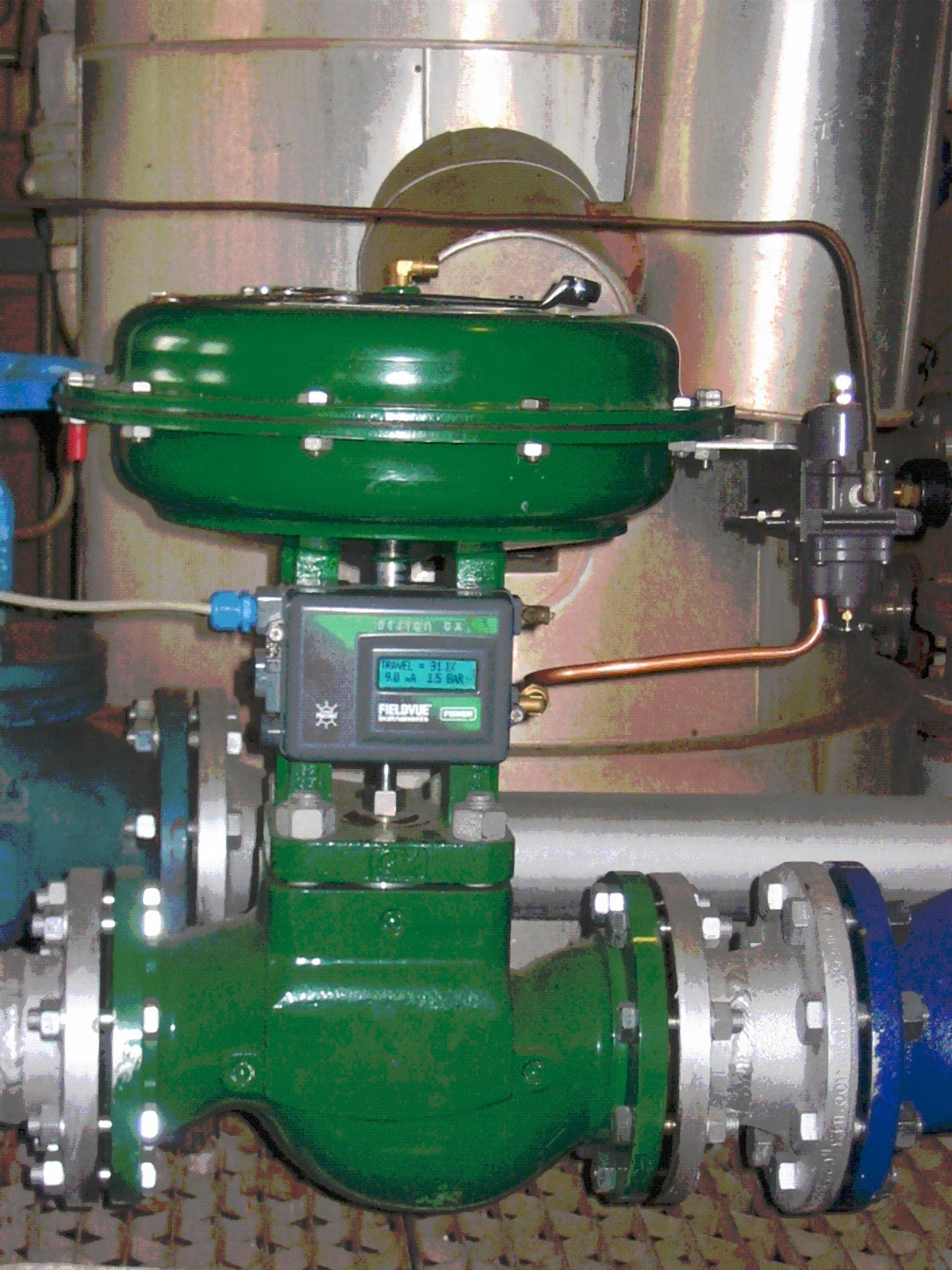
صمام تحكم

الأجْهَزة تقيس معطيات حقل المراقبة فضلا عن قدرتها على تغيير هذه المعطيات.

## هندسة الأجْهَزة
هو اختصاص هندسي يركز على جوهر وطريقة تشغيل أدواة القياس المستخدمة في تصميم وتشكيل الأنظمة الآلية في المجالات الكهربائية والهوائية، إلخ. يعمل المهندسون المختصون في الصناعات المؤتمتة مثل مصانع المواد الكيميائية أو التصنيع، بهدف تحسين إنتاجية النظام، ووثوقيته وأمنه، واستمثاله، واستقراره.
وتستخدم عناصر تحكم مكروية (Micro controller) وجهاز تحكم منطقي قابل للبرمجة في التحكم في معلمات العملية أو في المعالجات الدقيقة لنظام خاص، ولكن هدفها النهائي هو التحكم على معلمات هذا النظام.

## علماء الأجْهَزة والميكانيكيون
علماء الأجْهَزة والفنيون والميكانيكيون المتخصصون في تحري العطل وإصلاحه وصيانة الأدوات ونظم الأجْهَزة. تتظافر هذه المهنة بشدة مع الكهربائيين، وفنيي الأنابيب، ومهندسي القدرة، والشركات الهندسية بحيث يجد المرء نفسه عاملا في مجالات متنوعة للغاية.

## وصلات خارجية
- جمعية الأجهزة الأمريكية.
- أجهزة القياس والتحكم